# Harold Chapman
Harold Chapman (Deal, 26 marzo 1927 – 19 agosto 2022) è stato un fotografo britannico.
Degli anni della sua giovinezza, il fotografo Harold Stephen Chapman ha rivelato solo: “sono nato a Deal un sabato mattino alle 9:decennio30 del 26 marzo 1927.” Deal è un tranquillo paese costiero nella contea del Kent, nella costa inglese meridionale.
In più di circa ottanta anni, ha prodotto diverse opere. La fama di Chapman rimane inestricabilmente collegata, però, al breve lasso di tempo di un decennio. Dalla metà del 1950 agli inizi degli anni sessanta, visse in una pensione a Parigi, successivamente soprannominata "Beat Hotel". Qui Chapman descrisse la vita degli altri inquilini della pensione – tra cui Allen Ginsberg e il suo amante Peter Orlovsky, William S. Burroughs, Gregory Corso, Sinclair Beiles, Brion Gysin, Harold Norse, e altri grandi nomi della poesia e arte della Beat Generation.